# 吉川町実楽
吉川町実楽（よかわちょうじつらく）は、兵庫県三木市の大字。郵便番号は673-1106。

## 地理

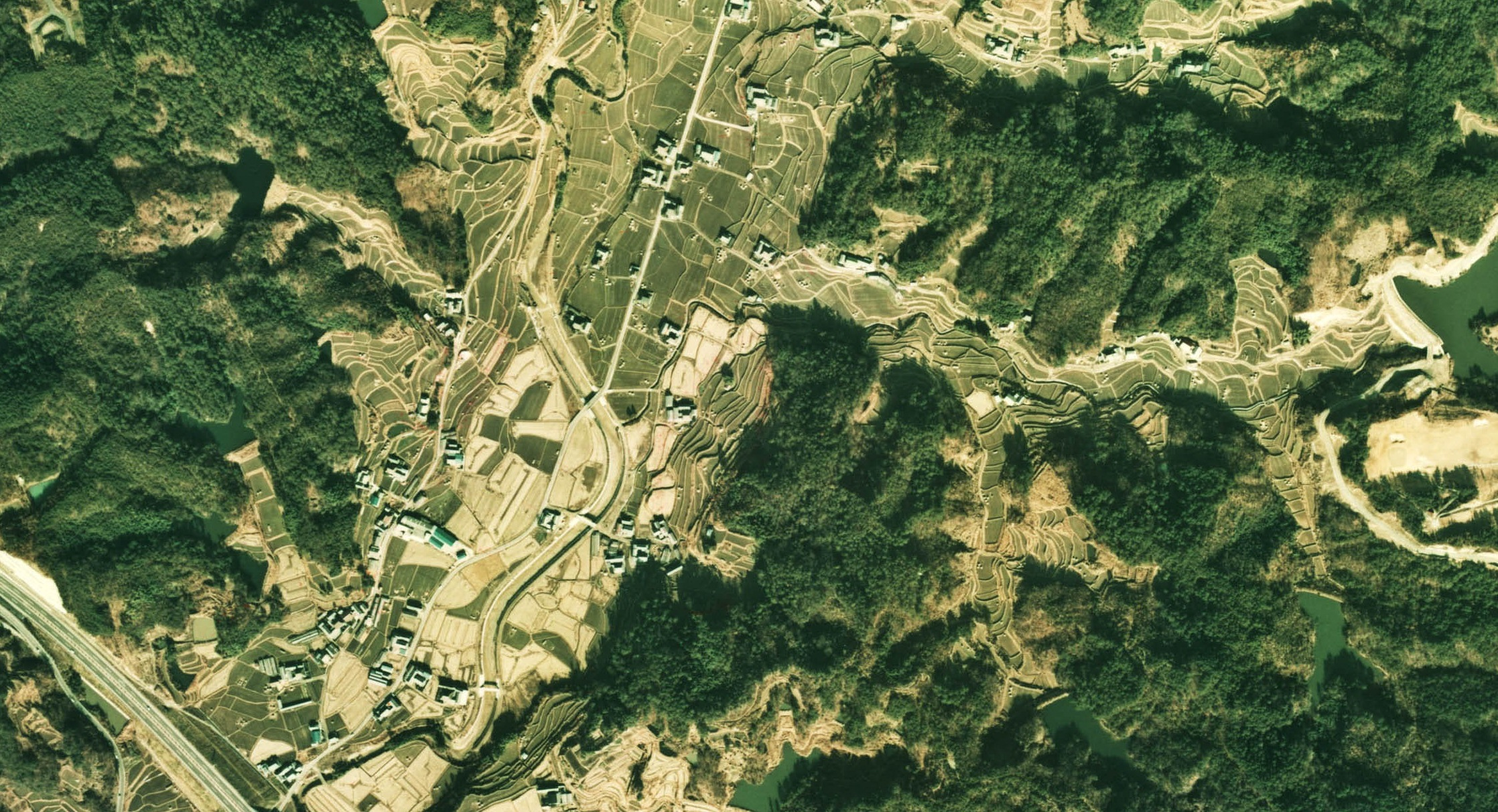
吉川町実楽（1974年度撮影）

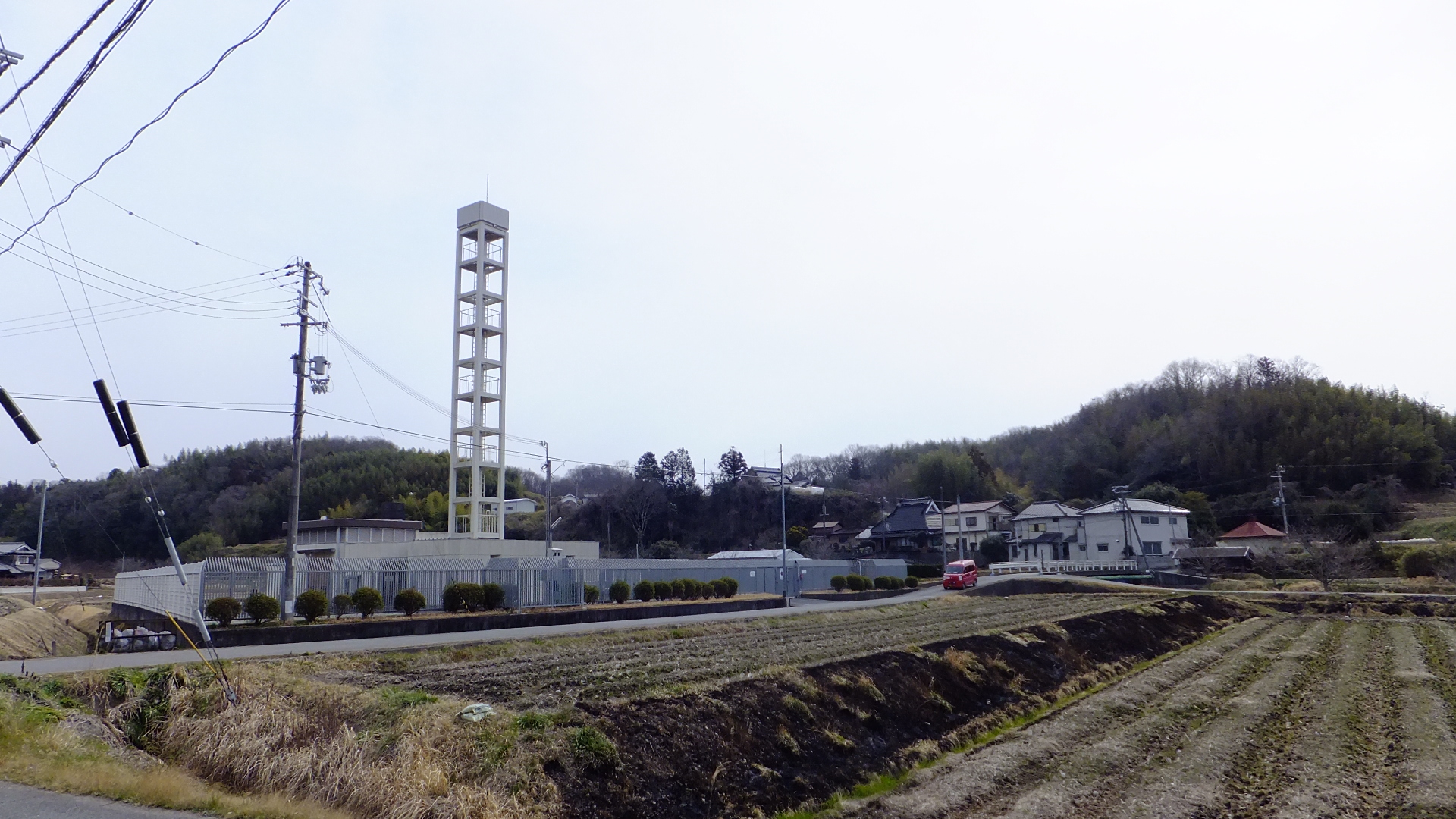
吉川町実楽の街並み

北谷川流域の中国自動車道沿線の集落である。東側は吉川町古川・西側は加東市横谷・南側は吉川町古市、吉川町有安・北側は吉川町上中に接する。

## 歴史
- 1899年（明治22年） - 町村制により、美嚢郡北谷村になる。[4]
- 1955年（昭和30年）7月1日 - 新設合併して吉川町となる。[5]
- 2005年（平成17年）10月24日 - 三木市と編入合併する。
- 2008年（平成20年）11月1日 - エフエム三木吉川中継局が開局する。[6]

### 字域の変遷
| 実施前           | 実施年         | 実施後           |
| ---------------- | -------------- | ---------------- |
| 美嚢郡北谷村実楽 | 1955年7月1日   | 美嚢郡吉川町実楽 |
| 美嚢郡吉川町実楽 | 2005年10月24日 | 三木市吉川町実楽 |

## 世帯数と人口
2022年（令和4年）2月28日現在の世帯数と人口は以下の通りである。
| 町丁       | 世帯数 | 人口 |
| ---------- | ------ | ---- |
| 吉川町実楽 | 34世帯 | 77人 |

## 小・中学校の学区
市立小・中学校に通う場合、学区は以下の通りとなる。
| 番地 | 小学校             | 中学校             |
| ---- | ------------------ | ------------------ |
| 全域 | 三木市立吉川小学校 | 三木市立吉川中学校 |

## 交通
地内には鉄道は通っていない。

### バス
- みっきぃよかたんバス

ルート2（■前田・吉川総合公園ルート）

### 道路
- 中国自動車道（通過のみ）

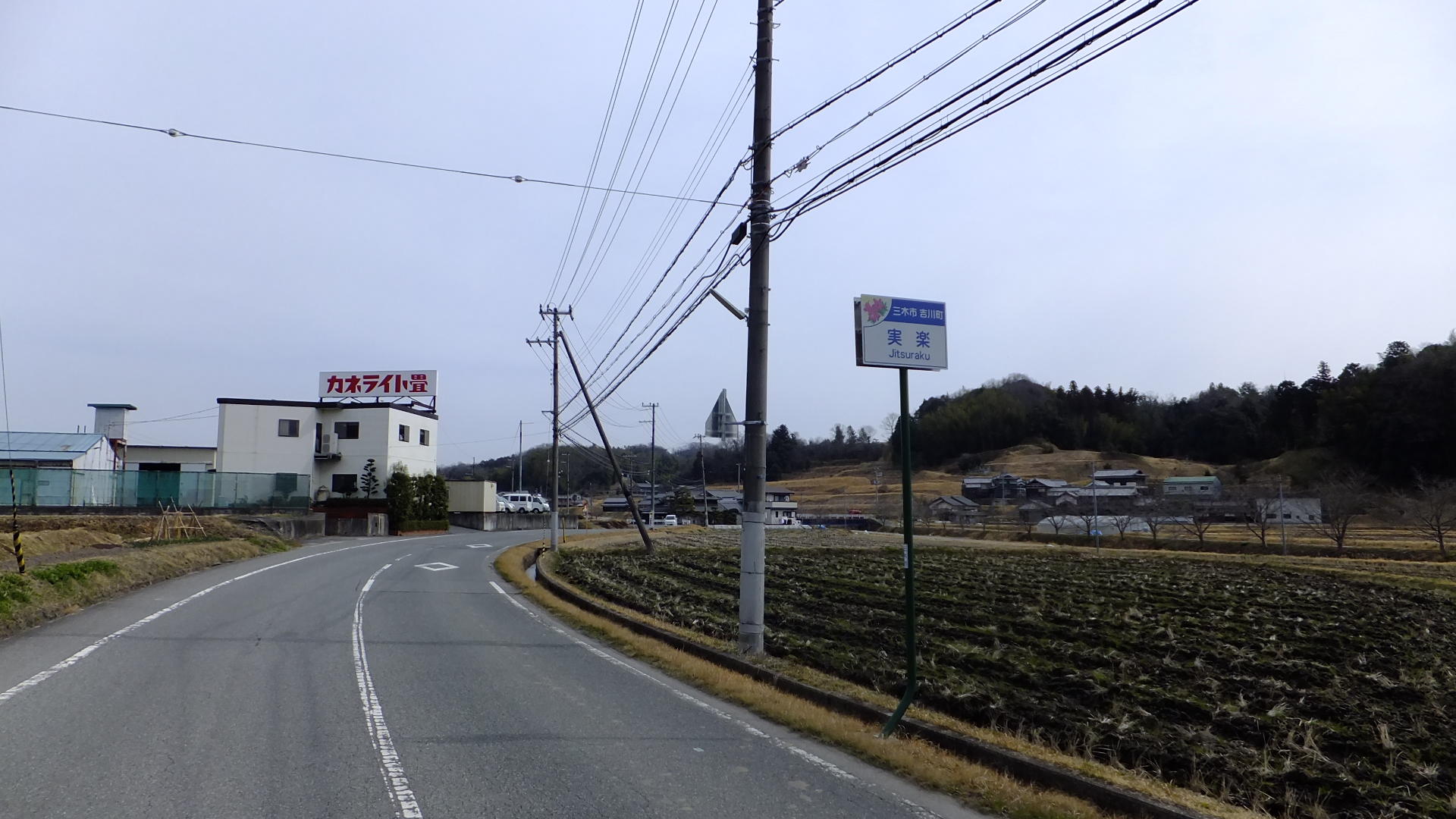
兵庫県道314号大川瀬吉川線

- 兵庫県道314号大川瀬吉川線

## 施設

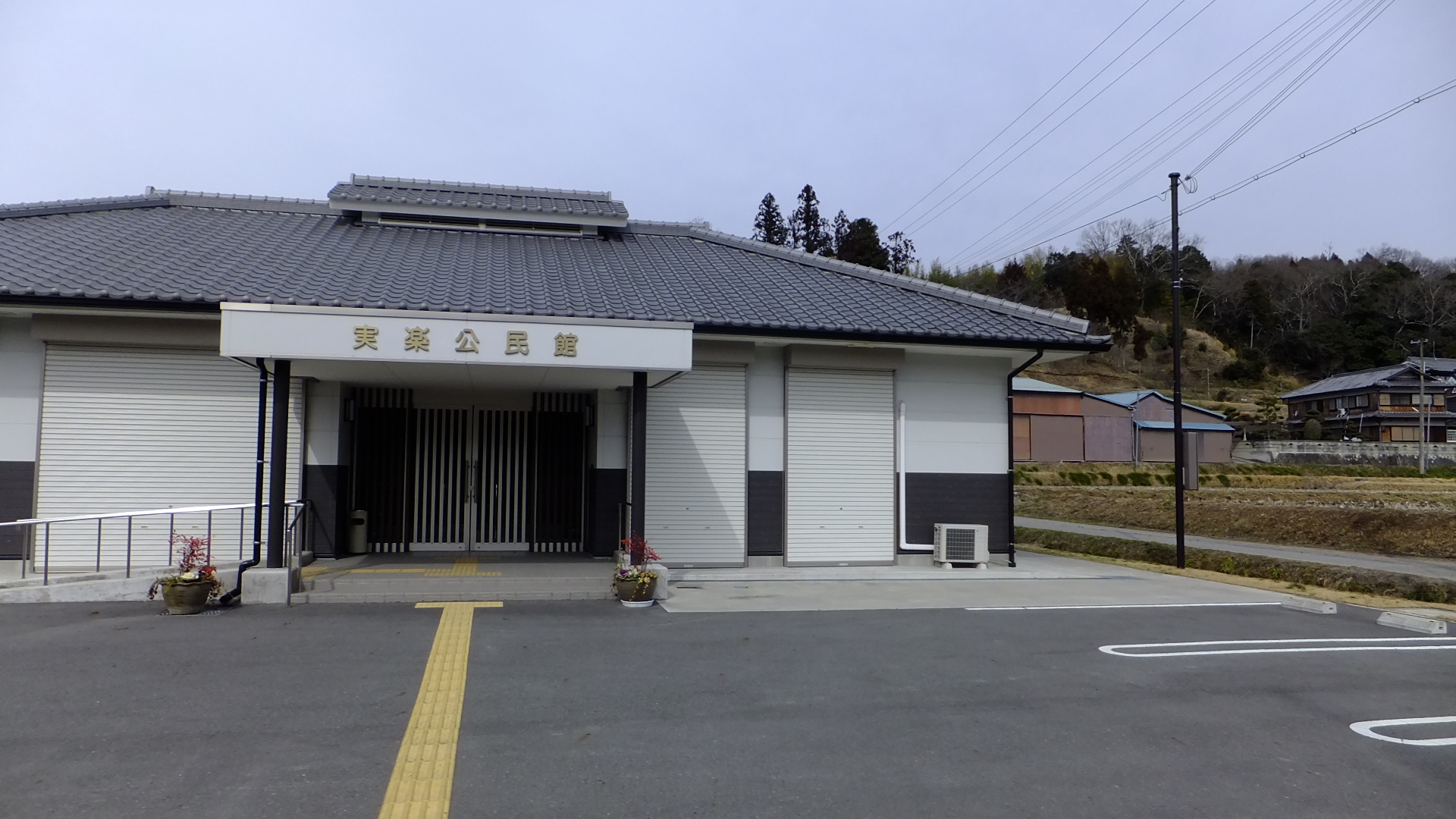
実楽公民館
- 吉川インターゴルフクラブMECHA
- エフエムみっきい吉川中継局

- 実楽公民館